# Lohmannella curvimandibulata
Lohmannella curvimandibulata is een mijtensoort uit de familie van de Halacaridae. De wetenschappelijke naam van de soort is voor het eerst geldig gepubliceerd in 1969 door Petrova.